# Plectrophora iridifolia
Plectrophora iridifolia là một loài thực vật có hoa trong họ Lan. Loài này được (Lodd. ex Lindl.) H.Focke miêu tả khoa học đầu tiên năm 1848.

## Hình ảnh

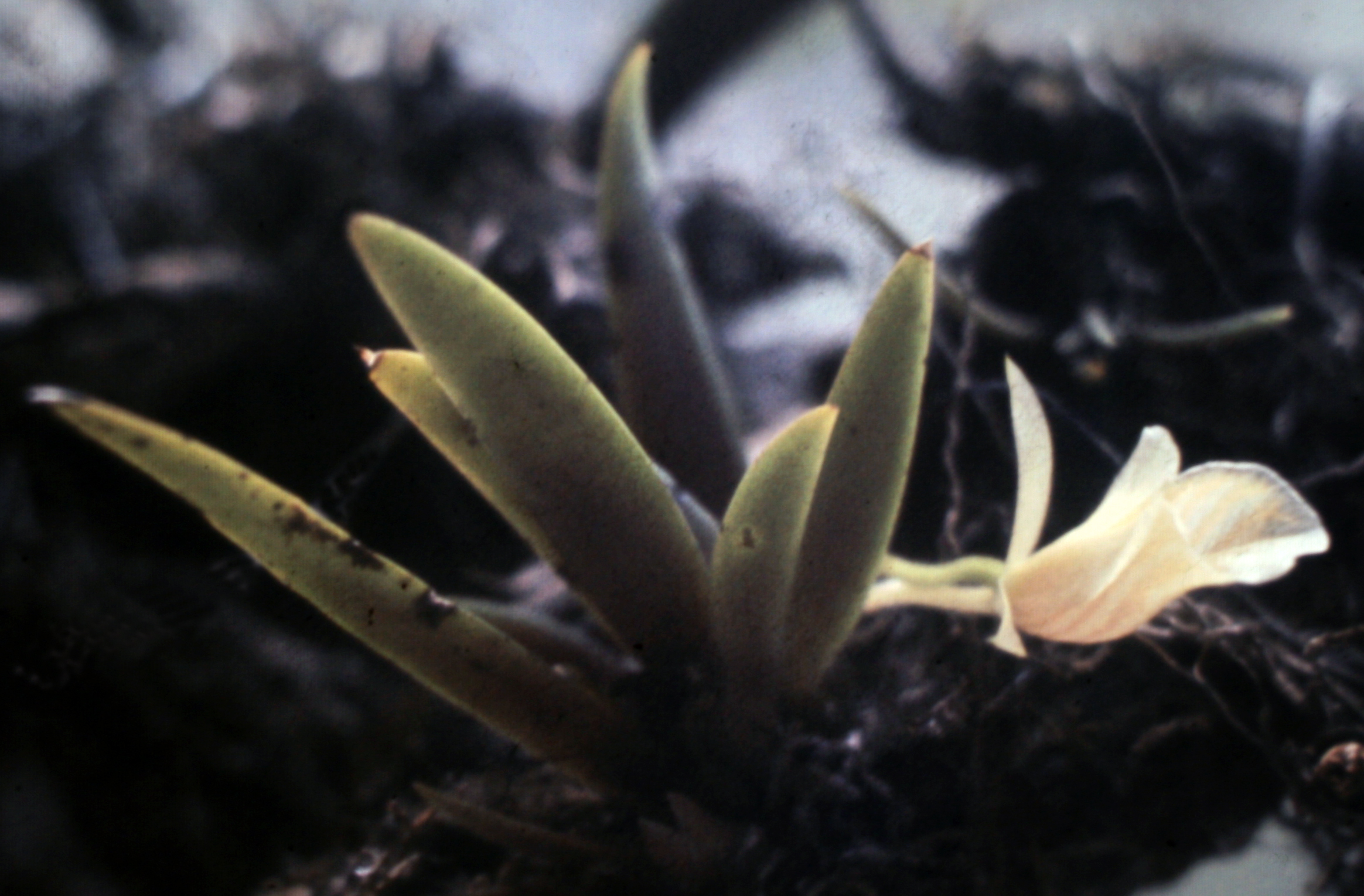
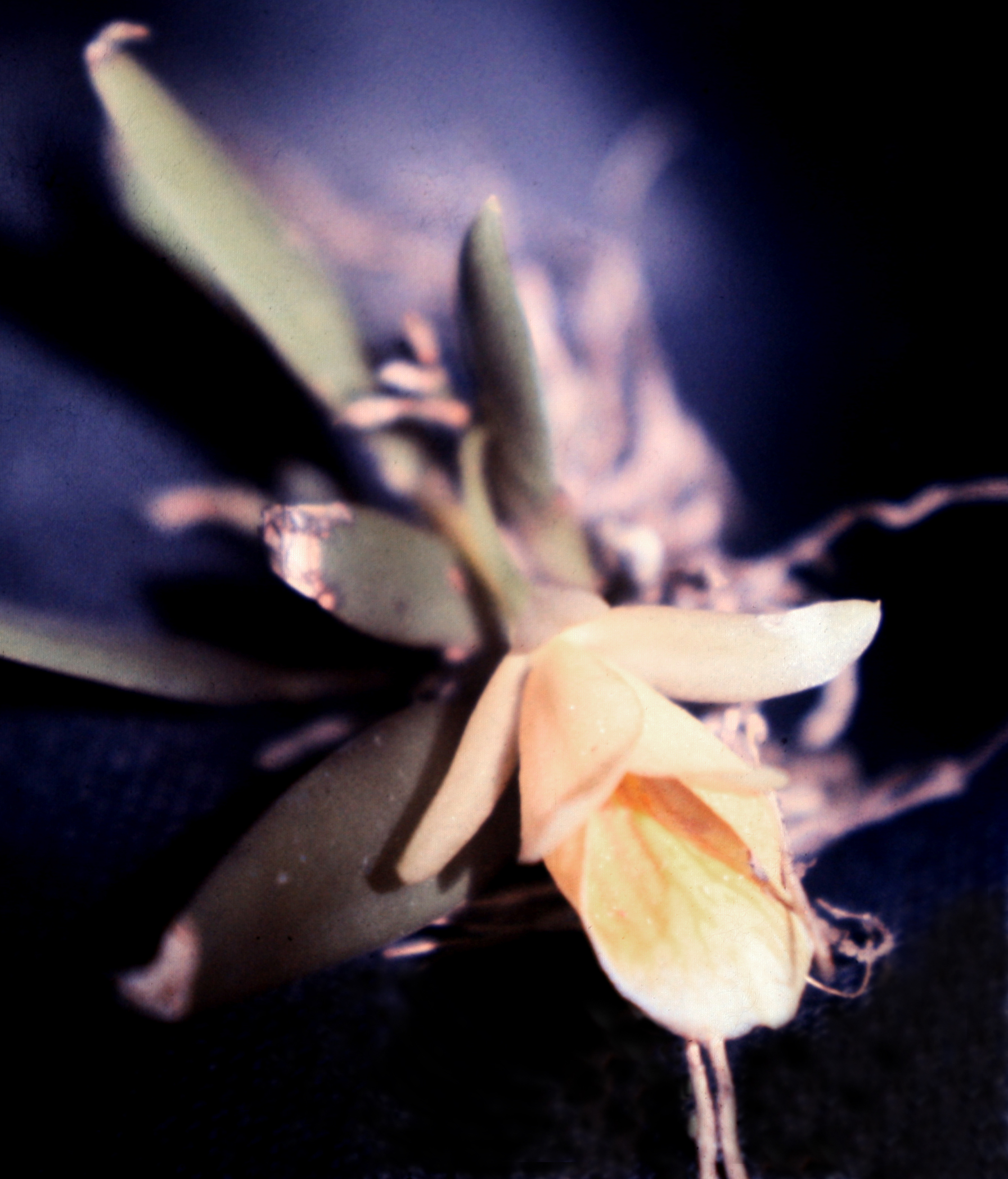